# ナイロビ (カウンティ)
ナイロビ・カウンティ（英語: Nairobi County）は、ケニアの47郡（カウンティ）のひとつで、首都ナイロビが中心である。第4代郡長は2022年8月25日時点のケニア総選挙を受け、ジョンソン・サカジャ（Johnson Sakaja）が着任した。2024年時点の人口は545万4000人と全郡中で最大である。面積は国内で狭い方から3番目の696.1km2。
このカウンティは国内中南部にあり、地理的範囲は旧ナイロビ州と同じである。ケニアの合計8州は憲法により47郡に分割され、いずれも1992年以前に確立した47区分を継承する。かつての行政単位はケニア独立以前から「ナイロビ市郡」（英語版）にまとめて、地方行政を長年にわたって支えた。現在のカウンティは2013年に改編したもので、構成は11の小カウンティ（sub-counties）と85の選挙区である。国政レベルでは域内の選挙区から議員を17名、ケニア国民議会（英語版）に送り、女性代表（County woman representative）1名がケニア上院（ケニア国会上院）で郡を代表する。
ケニア憲法に定めるとおりカウンティは国から機能を委譲され、郡知事（英語版）が内閣を任命する。議会を代表する郡議長がカウンティの行政を統括し、郡議会議員（MCA）は小選挙区から選出される。また包摂性（英語版）を保つため、政党がMCAを数名、指名する。

## 人口
- 1979年8月24日：82万7775人
- 1989年8月24日：132万4570人
- 1999年8月24日：214万3254人
- 2009年8月24日：313万8369人[9]
- 2019年11月7日：439万7073人[4]

2019年にケニア国家統計局（Kenya National Bureau of Statistics）が実施した人口調査によると、ナイロビ市郡の居住人口は439万7073人で、ケニアの郡（counties）で最大である。構成は男性219万2452人、女性220万4376人、その他の人が245人であった。市域（City proper）で人口最多だったのはエンバカシ小区（英語版）で、98万8808人は郡総合人口の22%超を占める。以下、第2位78万656人のカサラニ小区（英語版）。面積12.1 km2 (4.7 sq mi)のキビラ小区（英語版）は小区のなかで最も人口が少ない代わりに人口密度は1万5311人/km2と高い。
人口密度を小区単位で比べると、第1位は6万8942人/km2のマサレ（Mathare）、大きく差が開いて第2位が第2位2万5455人/km2のカムクンジ（Kamukunji）、次いで第3位は1万6150人/km2のマカダラ（Makadara）、1万5311人/km2 のキブラ第4位と1万4908人/km2のダゴレッティ（Dagoretti）が第5位に続く。
人口密度が最少のランガタ（Lang'ata）は911人/km2で、世帯人数は3.1人と最多。
ナイロビ市の世帯数は150万6888世帯とケニア最多であり、平均世帯人数は2.9人。郡の総面積703.9 km2 (271.8 sq mi)に対して人口密度は6247人/km2と最も稠密である。
選挙期間の社会的緊張を緩めるため、2013年にIndependent Electoral and Boundaries Commissionが選挙区改編を法制化した。
| 区             | 英語名                        | 人口密度ほか                                                                               | 旧区名     |
| -------------- | ----------------------------- | ------------------------------------------------------------------------------------------ | ---------- |
| エンバカシ中央 | Embakasi Central Constituency | 2013年にエンバカシ小区（Embakasi Sub-county）は廃止、後継は以下の通り。                    | エンバカシ |
| エンバカシ北   | Embakasi North Constituency   |                                                                                            | エンバカシ |
| エンバカシ東   | Embakasi East Constituency    |                                                                                            | エンバカシ |
| エンバカシ南   | Embakasi South Constituency   | [ 12 ]                                                                                     | エンバカシ |
| エンバカシ西   | Embakasi West Constituency    |                                                                                            | エンバカシ |
| カサラニ小区   | Kasarani Sub-county           | - 2013年まで元エンバカシ小区。同左から分離した2区を編入＝ンジル（Njiru）、ルアイ（Ruai）。 | エンバカシ |
| キブラ小区     | Kibra Sub-county              | - 人口1万5311人/km2 - 人口密度は1万5311人/km2。面積12.1 km2 (4.7 sq mi)。                  |            |
| ランガアタ     | Langata                       |                                                                                            |            |
| ロイサンブ     | Roysambu                      |                                                                                            |            |
| ルアラカ       | Ruaraka                       | - 旧カサラニ選挙区を改編、カサラニ小区として整理。                                         |            |
| スタレヘ       | Starehe                       |                                                                                            |            |
| ウエストランド | Westlands                     |                                                                                            |            |
| マサレ         | Mathare                       | 6万8942人/km2                                                                              |            |
| カムクンジ     | Kamukunji                     | 2万5455人/km2                                                                              |            |
| マカダラ       | Makadara                      | 1万6150人/km2                                                                              |            |
| ダゴレッティ   | Dagoretti                     | 1万4908人/km2。                                                                            |            |

### 宗教
ナイロビ郡の人口を宗教別に分析する。
| 宗教（2019年国勢調査）                       | 人数      | %     |
| -------------------------------------------- | --------- | ----- |
| プロテスタント                               | 1,358,985 | 31.33 |
| カトリック                                   | 1,041,619 | 24.02 |
| 福音派教会                                   | 897,741   | 20.70 |
| アフリカ主導教会 African Instituted Churches | 307,019   | 7.08  |
| 東方諸教会                                   | 23,160    | 0.53  |
| その他のキリスト教                           | 225,003   | 5.19  |
| キリスト教徒の合計                           | 3,853,527 | 88.85 |
| イスラム教（すべての宗派）                   | 326,809   | 7.53  |
| ヒンドゥー教                                 | 38,141    | 0.88  |
| 伝統派                                       | 7,029     | 0.16  |
| その他                                       | 46,401    | 1.07  |
| 無宗教／無神論者                             | 54,841    | 1.26  |
| わからない                                   | 9,047     | 0.21  |
| 無回答                                       | 1,285     | ~     |
| 総計                                         | 4,337,080 | 100   |

## 隣接郡
ナイロビ郡の選挙区
- ウエストランズ
- ダゴレッティ

- 北：キアンブ
- 東：マチャコス
- 南：カジアド
- 西：ナクル
- 北東：ルイル

## ナイロビ首都圏
ナイロビは他の4つの郡と共に、ナイロビ首都圏を形成している。この経済圏は、ケニアの富の60%を生み出す。
| 地区   | 郡             | 面積(km2) | 2019年の人口（人） | 自治体                                                                              |
| ------ | -------------- | --------- | ------------------ | ----------------------------------------------------------------------------------- |
| 中心部 | ナイロビ       | 694.9     | 4,397,073          | ナイロビ                                                                            |
| 北部   | キアンブ       | 2,449.2   | 2,417,735          | キアンブ、 シカ、リムル、ルイル、カルリ、キクユ、ジュジャ                           |
| 北東部 | ムランガ       | 2,325.8   | 1,056,640          | ムランガ                                                                            |
| 南部   | カジアド       | 21,292.7  | 1,117,840          | カジアド、Olkejuado、Bissil、ンゴング、キテンジェラ、キセリアン、オンガタ・ロンガイ |
| 東部   | マチャコス     | 5,952.9   | 1,421,932          | カングンド、タラ、マチャコス、マヴォコ（Athi River）、マロロンゴ                    |
| 合計   | ナイロビ首都圏 | 32,715.5  | 10,411,220         |                                                                                     |

出典：NairobiMetro/ Kenya Census 2019

## 指標

### 都市化率
| 項目       | %    |
| ---------- | ---- |
| ナイロビ   | 100  |
| キアンブ   | 60.8 |
| マチャコス | 52   |
| カジアド   | 41.6 |
| ケニア平均 | 32.3 |

 出典：OpenDataKenya

### 貧困率
| 項目       | %    |
| ---------- | ---- |
| カジアド   | 11.6 |
| キアンブ   | 21.8 |
| ナイロビ   | 22   |
| マチャコス | 59.6 |
| ケニア平均 | 45.9 |

 出典：世界銀行